# André Tardieu
André Pierre Gabriel Amédée Tardieu (París, 22 de setembre de 1876 - Menton, 15 de setembre de 1945) va ser president de França durant tres legislatures: del 3 de novembre de 1929 fins al 17 de febrer de 1930; del 2 de març fins al 4 de desembre de 1930; i del 20 de febrer fins al 10 de maig de 1932. Fou una figura destacada en la política francesa.

## Biografia

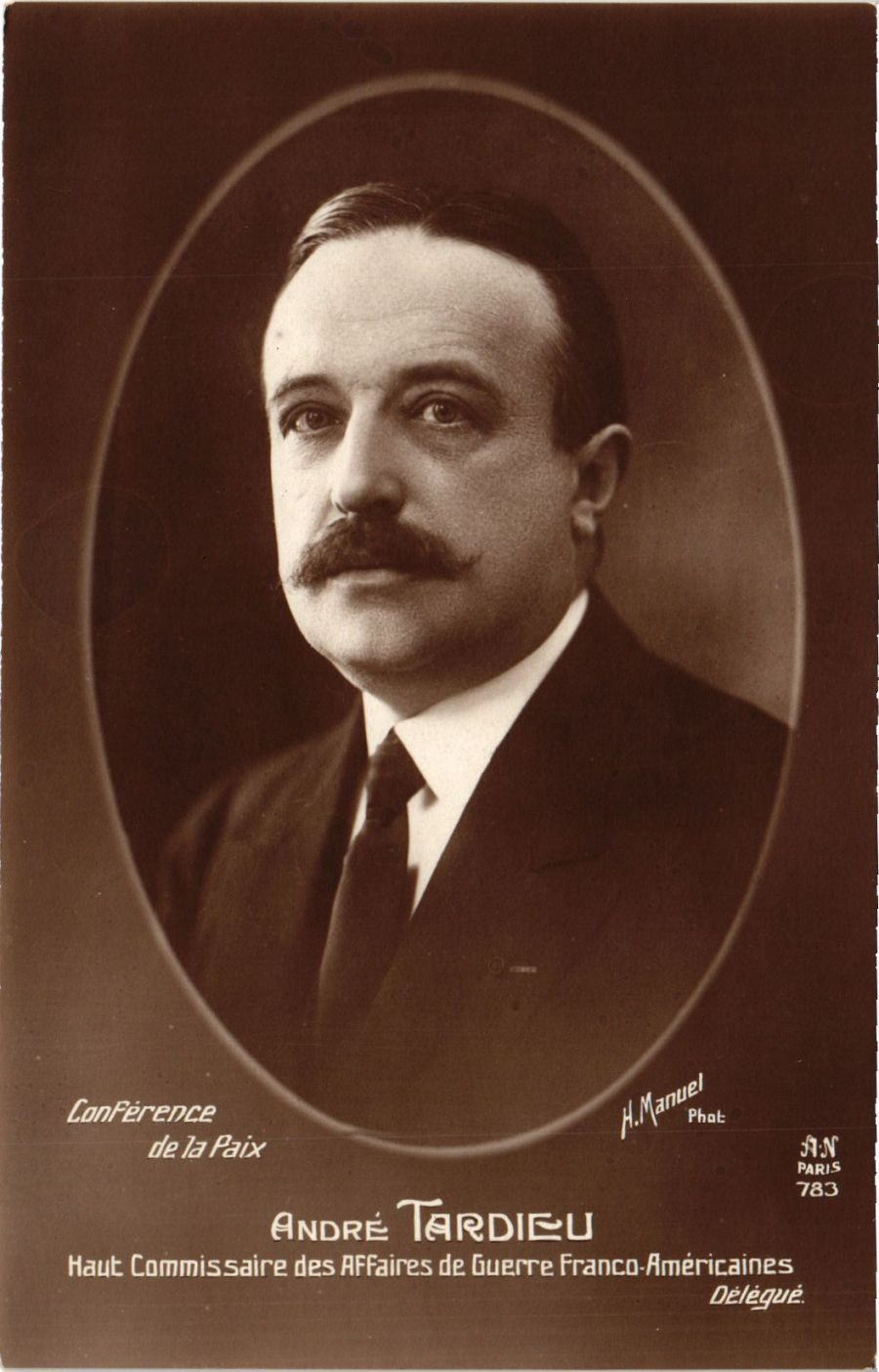
André Tardieu, comissari per a les relacions franco-americanes cap el 1919.

Tardieu es va graduar en el liceu elitista Lycée Condorcet i més tard l'acceptaren a la prestigiosa escola École Normale Supérieure, però en lloc d'això va ingressar en el servei diplomàtic. Posteriorment, va deixar aquest servei i es va fer famós com redactor de la secció internacional del diari Le Temps. Va ser el fundador del diari conservador L'Echo National associant-se amb Georges Mandel.
El 1914 va ser elegit diputat pel departament de Sena i Oise, com candidat de centredreta de l'Aliança Democràtica Republicana (Alliance Démocratique - AD) per al Congrés dels Diputats de França. Va mantenir aquest lloc fins a 1924. De 1926 a 1936, va representar al departament del Territori de Belfort.
Quan la Primera Guerra Mundial va esclatar, Tardieu es va allistar a l'armada, servint com soldat d'infanteria fins a 1916. Després va tornar de nou a la política. Va servir com a tinent de Georges Clemenceau el 1919 durant el Tractat de Pau de París de 1919 i com comissari per a les relacions franco-americanes en la guerra. El 8 de novembre de 1919 va passar a ésser Ministre de la Regions Alliberades, administrant Alsàcia i Lorena, servint fins que va decaure Clemenceau el 1920. El 1926, Tardieu va retornar al govern com a Ministre de Transports Francès sota el mandat de Raymond Poincaré. El 1928, és traslladat al Ministeri de l'Interior Francès, continuant sota el mandat del successor de Poincaré, Aristide Briand.
El novembre de 1929 Tardieu va succeir a Briand com a president de França, mentre continuava sent Ministre de l'Interior. Encara que generalment se'l considera un conservador, quan Tardieu va esdevenir el president, va introduir un programa amb canvis en la riquesa, incloent treball públic, seguretat social i escolarització en secundària, i va implantar les tècniques modernes de la indústria.
Tardieu va ser destituït d'ambdós càrrecs durant deu dies entre febrer i març de 1930 pel republicà Camille Chautemps però no va tornar fins a desembre. Conseqüentment, va ser Ministre d'Agricultura el 1931, Ministre de Defensa el 1932, i de nou president (també, durant aquest temps Ministre d'Afers exteriors), des del 20 de febrer al 3 de juny de 1932, fins que els seus aliats van ser derrotats en les eleccions de maig.
A causa d'aquesta elecció Tardieu va servir durant tres dies (7 de maig al 10 de maig de 1932) com a president en funcions de la República francesa (entre l'assassinat de Paul Doumer i l'elecció d'Albert Lebrun). Va ser breument Ministre d'Estat sense cartera el 1934. La seva activitat política tardana va tenir molt a veure amb la contenció i resposta a l'expansió alemanya. En el seu llibre de dos volums La Révolution à refaire, Tardieu criticava el sistema parlamentari francès.